# Carataunas
Carataunas è un comune spagnolo di 193 abitanti situato nella comunità autonoma dell'Andalusia.